# Jaylen Bond
Jaylen Bond (Norristown, Pensilvania, 11 de abril de 1993) es un baloncestista estadounidense que pertenece a la plantilla del Al-Nasr Sports Club de la Liga de Emiratos Árabes Unidos. Con 2,03 metros de estatura, juega en la posición de alero.

## Trayectoria deportiva

### Universidad
Jugó dos temporadas con los Longhorns de la Universidad de Texas, en las que promedió 3,1 puntos y 4,1 rebotes por partido, tras las cuales fue transferido a los Owls de la Universidad de Temple, donde tras cumplir el año de parón impuesto por la norma de la NCAA jugó dos temporadas más, en las que promedió 8,9 puntos y 8,2 rebotes, siendo en ambas incluido en el segundo mejor quinteto de la Philadelphia Big 5.

### Profesional
Tras no ser elegido en el Draft de la NBA de 2016, realizó una prueba con los Westchester Knicks de la NBA D-League, quienes finalmente lo incluyeron en la plantilla.